# Veľké Dvorníky
Veľké Dvorníky és un poble i municipi d'Eslovàquia que es troba a la regió de Trnava, a l'oest del país.

## Història
La primera menció escrita de la vila es remunta al 1252.

## Demografia
| Godina             | 1994 | 2004    | 2014    | 2024    |
| ------------------ | ---- | ------- | ------- | ------- |
| Nombre de persones | 727  | 874     | 1117    | 1373    |
| Diferència         |      | +20,22% | +27,80% | +22,91% |

| Godina             | 2023 | 2024   |
| ------------------ | ---- | ------ |
| Nombre de persones | 1383 | 1373   |
| Diferència         |      | −0,72% |